# Джонсвілл (Мічиган)
Джонсвілл (англ. Jonesville) — місто (англ. city) в США, в окрузі Гіллсдейл штату Мічиган. Населення — 2176 осіб (2020).

## Географія
Джонсвілл розташований за координатами 41°58′41″ пн. ш. 84°40′2″ зх. д. / 41.97806° пн. ш. 84.66722° зх. д. (41.978016, -84.667323).  За даними Бюро перепису населення США в 2010 році місто мало площу 7,56 км², з яких 7,48 км² — суходіл та 0,08 км² — водойми.

## Демографія
Згідно з переписом 2010 року, у селищі мешкало 2258 осіб у 894 домогосподарствах у складі 596 родин. Густота населення становила 299 осіб/км².  Було 983 помешкання (130/км²).
Расовий склад населення:
| - 95,3 % — білих - 2,1 % — чорних або афроамериканців - 0,9 % — азіатів - 0,3 % — корінних американців |

До двох чи більше рас належало 1,1 %. Частка іспаномовних становила 2,1 % від усіх жителів.
За віковим діапазоном населення розподілялося таким чином: 26,3 % — особи молодші 18 років, 56,3 % — особи у віці 18—64 років, 17,4 % — особи у віці 65 років та старші. Медіана віку мешканця становила 37,6 року. На 100 осіб жіночої статі у селищі припадало 90,2 чоловіків;  на 100 жінок у віці від 18 років та старших — 87,2 чоловіків також старших 18 років.
Середній дохід на одне домашнє господарство  становив 52 501 долар США (медіана — 44 070), а середній дохід на одну сім'ю — 62 762 долари (медіана — 56 406). Медіана доходів становила 44 853 долари для чоловіків та 37 153 долари для жінок. За межею бідності перебувало 13,7 % осіб, у тому числі 25,1 % дітей у віці до 18 років та 10,3 % осіб у віці 65 років та старших.
Цивільне працевлаштоване населення становило 901 осіб. Основні галузі зайнятості: освіта, охорона здоров'я та соціальна допомога — 27,0 %, виробництво — 22,2 %, роздрібна торгівля — 13,5 %, публічна адміністрація — 7,2 %.